# Лапшин, Виктор Макарович
Виктор Макарович Лапшин (1924—1988) — советский передовик промышленного производства. Герой Социалистического Труда (1949).

## Биография
Родился 16 августа 1924 года в городе Нижний Новгород.
До 1941 года В. М. Лапшин учился в строительном техникуме, но не закончил из-за начала Великой Отечественной войны и в 1942 году поступил работать — установщиком на револьверных станках на Горьковский завод № 326 имени М. В. Фрунзе Наркомата авиационной промышленности СССР.
С 1955 года В. М. Лапшин работал токарем, затем резьбошлифовщиком, получил личное клеймо. В. М. Лапшину было присвоено звания — лучшего резьбошлифовщика города Горького, Горьковской области и Министерства авиационной промышленности СССР.
23 июня 1966 года «закрытым» Указом Президиума Верховного Совета СССР «за выдающиеся заслуги в выполнении 8-го пятилетнего плана» Виктор Макарович Лапшин был удостоен звания Героя Социалистического Труда с вручением Ордена Ленина и золотой медали «Серп и Молот».
В. М. Лапшин был инициатором социалистического соревнования на предприятии за досрочное выполнение заданий 10-й пятилетки. Избирался делегатом XXV съезда КПСС и депутатом Горьковского городского Совета депутатов трудящихся.
С 1984 года В. М. Лапшин вышел на заслуженный отдых.
Скончался 5 сентября 1988 года. Похоронен на кладбище «Марьина Роща» города Нижний Новгород.

## Награды
- Медаль «Серп и Молот» (26.04.1971)
- Орден Ленина (26.04.1971)